# Ambatomiady
Ambatomiady est une commune urbaine malgache, située dans la partie centre-est de la région de Vakinankaratra.